# Ellen Vogel
Ellen Marie Elze Anthing Vogel, más conocida como Ellen Vogel (La Haya, Holanda Meridional, 26 de enero de 1922 - Ámsterdam, 5 de agosto de 2015), fue una actriz neerlandesa de cine, televisión y teatro.

## Vida personal
Ellen Vogel nació el 26 de enero de 1922 en La Haya, Holanda Meridional, como segunda hija del publicista Albert Vogel, Sr. (1874-1933) y Ellen Buwalda (1890-1985); su hermana mayor, Pauline Berthe Theodore "Tanja" (1919-1997), fue la propietaria de un estudio de ballet en Wassenaar, y su hermano menor, Albert Theodore Leonard Carel Anthing Vogel, Jr. (1924-1982), también fue actor.
En 1942 Vogel se casó con Hans Jürgen Tobi (nacido el 16 de abril de 1916 en Dortmund, Imperio alemán) y tuvieron un hijo, Peter Paul Tobi (nacido el 2 de octubre de 1946). Vogel y Tobi se divorciaron en octubre de 1949. Hans Jürgen Tobi murió el 18 de abril de 2000 en Gorssel (Países Bajos) a los 84 años. Vogel mantuvo una relación con el cineasta y actor holandés Fons Rademakers desde 1950 hasta 1955. En 1976, se casó con Joan James Charles Maria Joseph "Jimmy" Münninghoff, nacido el 25 de septiembre de 1925 en Riga (Letonia). Münninghoff murió el 7 de junio de 2012 en Ámsterdam (Países Bajos) a los 86 años.

## Fallecimiento
Ellen Vogel falleció el 5 de agosto de 2015 a los 93 años en Ámsterdam.

## Filmografía
- Makkers Staakt uw Wild Geraas (1960)
- The Knife (1961)
- Monsieur Hawarden (1969)
- Van oude mensen, de dingen die voorbijgaan (1975-1976)
- Herenstraat 10 (1984)
- Willem van Oranje (1984)
- Zonder Ernst (1992-1998)
- Twin Sisters (2002)
- Bernhard, schavuit van Oranje (2010)
- Beatrix, Oranje onder vuur (2012)

## Premios y honores
- 1959, Caballero en la Order of the Crown (Bélgica)
- 1995, Caballero en la Orden del León Neerlandés (Países Bajos)